# カメノテ
カメノテ（亀の手、学名：Capitulum mitella）は、ミョウガガイ科に分類される甲殻類の一種である。石灰質の殻を持つ岩礁海岸の固着動物で、カメノテ属唯一の種である。

## 特徴

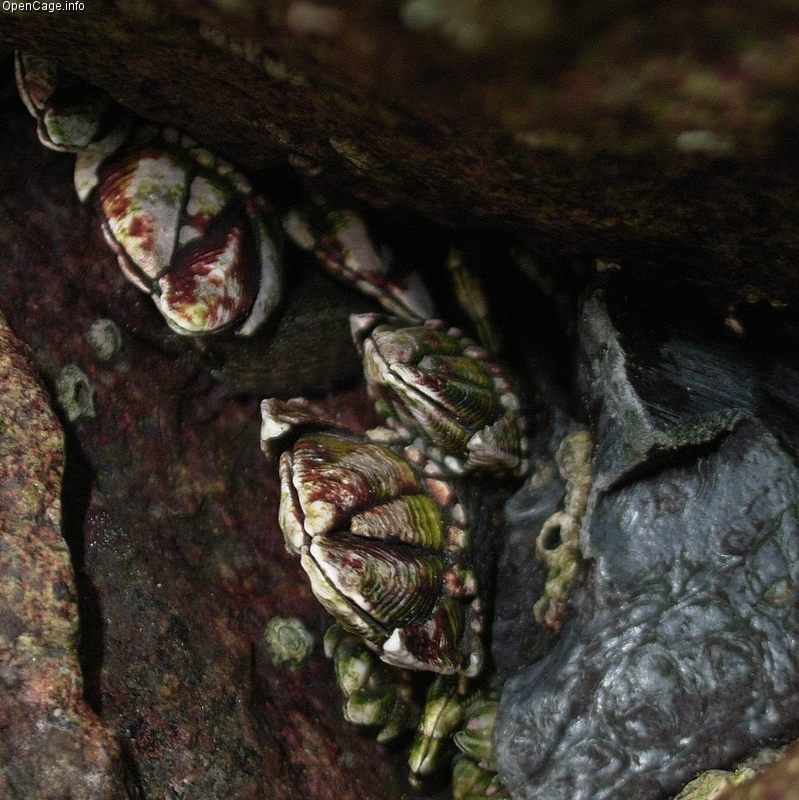
宮崎市青島海岸の岩礁に固着するカメノテ

大きさは3 - 4センチメートルが普通だが、7センチメートルに達する個体もいる。頭状部は殻板と呼ばれる大小の硬い殻が左右相称に並ぶ。このうちの先端側の4対は大きさはそれぞれに違うが、先端が尖った三角で、その外側にはより小さいものが環状に18-28個並ぶ。さらにそこから下に続く柄部の表面は、より細かな鱗状の鱗片が一面にある。
主要な殻は特に突出したものが3対あり、その中央よりのものが最大の長さを持つ。その前後の殻は幅の広いものと狭いものがあるため、最大のものは中央より偏って存在する。この部分に蔓脚のほとんどが収まるが、これは構造上は腹部に当たるので、幅広い殻の方向が前方に当たる。これらの殻を、前方から楯板・背板・峰板と言い、さらに楯板より前により小さな嘴板など、さらにいくつかの目立つ殻がある。
このような殻の配置は同類であるフジツボ類やエボシガイ類よりかなり数が多く、この類の原始的な構造を残すものとの説がある。例えばフジツボでは楯板と背板が本体そのものを包む殻になり、それ以外のものは外側の殻に発展したとするものである。
その見た目の形状が亀の手に似ていることからこの名が付けられた。タカノツメ或いはセイ貝、セイ（せい）と呼ぶ地域もある。

## 生態など
北海道南西部からマレー諸島にまで分布する。潮間帯岩礁の割れ目に群生し、波によって運ばれてくる餌を蔓脚（まんきゃく）を広げて捕食する。蔓脚は紫色を帯びる。
雌雄同体。ただし普通は他個体と交尾する。矮雄は存在しない。

## 食用
「爪」とも呼ばれる殻板を持って、「皮」とも呼ばれる柄部を外して抜き出した中身が食用となる。濃厚な旨味を持つ。高知市周辺や愛媛県宇和島市、大分県佐伯市、鹿児島県屋久島町などではよく食され、塩茹でや味噌汁の具などにする。イシダイ等の釣り餌として用いられることもある。

## 採取
金属棒を差し込んで、岩場に貼り付いているカメノテを剥がして採取する。ただし、殻が鋭いため、注意しないと岩礁海岸で手や足を怪我する原因にもなる。